# Stella Maris College
 (avril 2021).
La mise en forme du texte ne suit pas les recommandations de Wikipédia : il faut le « wikifier ».
Les points d'amélioration suivants sont les cas les plus fréquents :
- Les titres sont pré-formatés par le logiciel. Ils ne sont ni en capitales, ni en gras.
- Le texte ne doit pas être écrit en capitales (les noms de famille non plus), ni en gras, ni en italique, ni en « petit »…
- Le gras n'est utilisé que pour surligner le titre de l'article dans l'introduction, une seule fois.
- L'italique est rarement utilisé : mots en langue étrangère, titres d'œuvres, noms de bateaux, etc.
- Les citations ne sont pas en italique mais en corps de texte normal. Elles sont entourées par des guillemets français : « et ».
- Les listes à puces sont à éviter, des paragraphes rédigés étant largement préférés. Les tableaux sont à réserver à la présentation de données structurées (résultats, etc.).
- Les appels de note de bas de page (petits chiffres en exposant, introduits par l'outil «  Source ») sont à placer entre la fin de phrase et le point final[comme ça].
- Les liens internes (vers d'autres articles de Wikipédia) sont à choisir avec parcimonie. Créez des liens vers des articles approfondissant le sujet. Les termes génériques sans rapport avec le sujet sont à éviter, ainsi que les répétitions de liens vers un même terme.
- Les liens externes sont à placer uniquement dans une section « Liens externes », à la fin de l'article. Ces liens sont à choisir avec parcimonie suivant les règles définies. Si un lien sert de source à l'article, son insertion dans le texte est à faire par les notes de bas de page.
- La présentation des références doit suivre les conventions bibliographiques. Il est recommandé d'utiliser les modèles {{Ouvrage}}, {{Chapitre}}, {{Article}}, {{Lien web}} et/ou {{Bibliographie}}. Le mode d'édition visuel peut mettre en forme automatiquement les références.
- Insérer une infobox (cadre d'informations à droite) n'est pas obligatoire pour parachever la mise en page.

Pour une aide détaillée, merci de consulter Aide:Wikification.
Si vous pensez que ces points ont été résolus, vous pouvez retirer ce bandeau et améliorer la mise en forme d'un autre article.
Le Stella Maris College est un collège autonome affilié à l'Université de Madras. C'est une institution d'enseignement supérieur pour les femmes à Chennai, en Inde.

## Introduction
Ce collège compte plus de 5 500 étudiants sur le campus, Cathedral Road, Chennai. Le collège est devenu autonome en 1987 et compte dix-neuf programmes de premier cycle et douze programmes de troisième cycle. Les programmes de recherche tels que les cours de maîtrise, de doctorat et de diplôme de troisième cycle font partie du programme académique.

## Histoire
Le collège est fondé par la Bienheureuse Marie de la Passion (Hélène de Chappotin) de la Société des Franciscains Missionnaires de Marie, une congrégation religieuse en 1947. Le collège a le mérite unique d'avoir initié des diplômes de licence en musique occidentale et histoire des beaux-arts, ainsi que des diplômes de maîtrise en travail social et musique indienne, à l'Université de Madras. De plus, c'était le premier collège pour femmes de Madras à offrir des cours de maîtrise en anglais, en économie et en beaux-arts.

## Départements
- Zoologie et biotechnologie avancées
- Bioinformatique
- Biotechnologie
- Administration des affaires
- Chimie
- Commerce
- Applications informatiques
- Économie
- Anglais
- Histoire et tourisme
- Informatique
- Études internationales
- Langues
- Mathématiques
- La physique
- Biologie végétale et biotechnologie végétale
- Psychologie
- Relations publiques
- Religion et éducation aux valeurs
- Travail social
- Sociologie
- Arts visuels

Programmes professionnels :
- Gestion d'énergie durable
- Traitement des aliments et contrôle de la qualité

Cours de diplôme :
- L'informatique
- Technologie de laboratoire médical [5]

## Conservation
En 2014, le collège a entrepris une douzaine d'initiatives environnementales, notamment des lampes à diodes électroluminescentes, des lampadaires solaires, la séparation des sources, le vermi-compostage et une usine de retraitement des eaux usées.

## Étudiants célèbres de Stella Maris college
- Samantha Akkineni, actrice[7]
- Preetha Reddy, vice-présidente d'Apollo Hospitals [8]
- Jayalalithaa, femme politique, ancienne ministre en chef de Tamil Nadu
- Shwetha Mohan, chanteuse
- Malini Parthasarathy, éditrice, The Hindu
- Sheela Murthy, avocat spécialisé en immigration aux États-Unis.